# Länsväg Z 506
Länsväg Z 506 är en övrig länsväg i Härjedalens kommun i Jämtlands län som går mellan småorten Överberg (Riksväg 84) och byn Duvberg i Svegs distrikt (Svegs socken). Vägen är 6,4 kilometer lång och asfalterad.
Vägen ansluter till:
- Riksväg 84 (vid Överberg)
- Länsväg Z 506.01 (vid Överberg)